# Gerhard Harmel
Gerhard Harmel (* 22. April 1898 in Schlennin; † unbekannt ) war ein deutscher Politiker (NSDAP).

## Leben und Wirken
Harmel war Müller und Bauernhofbesitzer in Bärwalde in Pommern. Zum 1. Oktober 1930 trat er der NSDAP bei (Mitgliedsnummer 314.902). 1932 zog er für die Partei in den Preußischen Landtag ein, in dem er bis zu dessen Auflösung 1933 blieb.
Harmel kandidierte auf dem Wahlvorschlag der NSDAP auf dem hinteren Platz mit der Nummer 684 bei der Wahl zum Deutschen Reichstag am 12. November 1933, zog aber nicht in den nationalsozialistischen Reichstag ein. 